# 寺尾亨

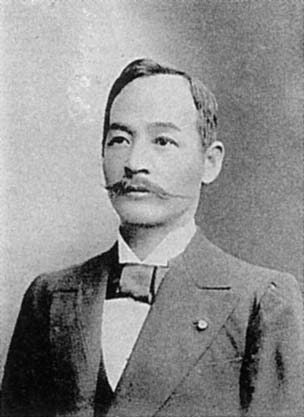
寺尾亨

寺尾 亨（てらお とおる、1859年2月1日（安政5年12月29日）- 1925年（大正14年）9月15日）は、明治・大正期の法学者・アジア主義者。
兄に天文学者寺尾寿。弟に司法官小野隆太郎。養子に商工省官僚寺尾進、女優東山千栄子。

## 来歴・人物
福岡藩士・寺尾喜平太の二男として生まれる。藩校修猷館に学んだ後、1876年（明治9年）7月司法省法学校に入学し、ボアソナードに刑法を学ぶ。のちに寺尾の養女となる東山千栄子の父の渡辺暢は、法学校の同窓であり、寺尾の妹と結婚している。
1884年（明治17年）7月に卒業後、判事を経て、1891年（明治24年）9月東京帝国大学教授となるが、直後に欧州に留学し、フランスにて国際法に転向する。1895年（明治28年）9月に帰国後、東京帝国大学に国際法・国際私法の教授として復職する。翌年には外務省参事官を兼務した。1899年（明治32年）3月法学博士を授与される。
1903年（明治36年）6月、有名な七博士意見書において、ロシアとの早期開戦を唱えた。早くからアジア主義を唱えて、孫文やラース・ビハリ・ボースなどの支援にあたる。特に孫文が辛亥革命を起こした際には、帝国大学教授の職を捨てて現地に飛んで孫文の補佐にあたり、事敗れて孫文が日本に亡命した後もこれを支援した。
1925年9月15日脳溢血のため死去。

## 関連事項
- 戸水寛人・富井政章・小野塚喜平次・高橋作衛・金井延・中村進午 - 寺尾以外の「東大七博士」（ただし中村のみ学習院教授）。
- 宇野浩二の小説『出世五人男』には寺尾一家をモデルにしたと思われる描写がある。